# 海杧果素
海杧果素（英語：tanghinin）是一种强心苷类物质，属乙酰黄夹竹桃糖苷，化学式C32H46O10，可见于海杧果以及同属的海檬树（Cerbera odollam）等物种。具有毒性，其和去乙酰基海杧果素一起是海杧果种子中主要有毒甾体葡萄糖苷类物质之一。